# Winscombe
Winscombe est un village du Somerset, en Angleterre. Il est situé au nord-ouest de Cheddar, sur le flanc occidental des Mendips, à 11 km au sud-est de Weston-super-Mare. Administrativement, il est rattaché à la paroisse civile de Winscombe and Sandford, qui inclut également le village voisin de Sandford. Au moment du recensement de 2011, la paroisse comptait 4 546 habitants.